# 便條

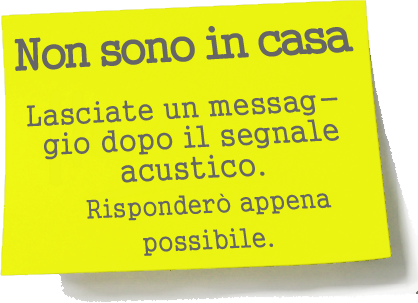
便利貼

便條又稱便條紙，是類似筆記的信條。怕忘記的事情、待辦事項、整理行李時的物品清單或隔天要買的菜及日常用品等等，都可以利用便條紙做記事。便利貼是便條紙的一種，可以貼在任何醒目的地方，以便於提醒自己要做的事情。
在辦公室普遍亦會用便條紙記事和傳達訊息。較常見的是，有人打電話找一位同事，剛好該同事離座，負責接電話的同事便會記下來電者的名字、電話號碼、來電時間，有時會連同簡短訊息，寫在便條紙上，貼在離座同事的桌上。
學生也會經常使用到便條紙。當教師上課補充的筆記較多時，許多學生會將重點及筆記紀錄在便條紙上，再將該便條紙黏貼在與課文內容相關的頁面上。
有時便條紙也會作為書籤使用，以記錄自己的閱讀進度。
另外，當你無法親自提醒或告訴某人某一件事的時候，也可以使用便條來提醒或告知某人你想傳達的訊息。

## 主要結構
- 稱謂
- 內容
- 署名
- 日期與時間